# Slobodan Živojinović

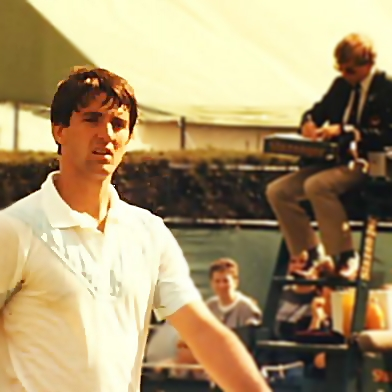
Slobodan Zivojinovic jugando en las canchas exteriores de Wimbledon (año desconocido, pero posiblemente 1985)

Slobodan Živojinović (Belgrado, Yugoslavia, 23 de julio de 1963) es un exjugador de tenis yugoslavo. En su carrera conquistó 10 torneos ATP y su mejor posición en el ranking de individuales fue nro. 19 en octubre de 1987, en el de dobles llegó a ser nro. 1 en septiembre de 1986.

## Títulos (10; 2+8)

### Individuales (2)
| Nº | Fecha                   | Torneo                  | Superficie | Oponentes en la final | Resultado en la final |
| 1. | 17 de noviembre de 1986 | Houston, Estados Unidos | Moqueta    | Scott Davis           | 6-1, 4-6, 6-3         |
| 2. | 10 de octubre de 1988   | Sídney, Australia       | Dura (i)   | RicDura Matuszewski   | 7-6(8), 6-3, 6-4      |

### Dobles (8)
| N.º | Fecha                 | Torneo                 | Superficie | Pareja         | Oponentes en la final             | Resultado               |
| --- | --------------------- | ---------------------- | ---------- | -------------- | --------------------------------- | ----------------------- |
| 1.  | 8 de julio de 1985    | Boston, Estados Unidos | Dura       | Libor Pimek    | Peter McNamara & Paul McNamee     | 2-6, 6-4, 7-6           |
| 2.  | 17 de marzo de 1986   | Bruselas, Bélgica      | Moqueta    | Boris Becker   | John Fitzgerald & Tomáš Šmíd      | 7-6, 7-5                |
| 3.  | 24 de marzo de 1986   | Róterdam, Holanda      | Moqueta    | Stefan Edberg  | Wojtek Fibak & Matt Mitchell      | 2-6, 6-3, 6-2           |
| 4.  | 26 de agosto de 1986  | US Open, Nueva York    | Dura       | Andrés Gómez   | Joakim Nystrom & Mats Wilander    | 4-6, 6-3, 6-3, 4-6, 6-3 |
| 5.  | 23 de marzo de 1987   | Bruselas, Bélgica      | Moqueta    | Boris Becker   | Chip Hooper & Michael Leach       | 7-6, 7-6                |
| 6.  | 30 de marzo de 1987   | Milán, Italia          | Moqueta    | Boris Becker   | Sergio Casal & Emilio Sánchez     | 3-6, 6-3, 6-4           |
| 7.  | 8 de octubre de 1988  | Tokio, Japón           | Moqueta    | Andrés Gómez   | Boris Becker & Eric Jelen         | 7-5, 5-7, 6-3           |
| 8.  | 12 de febrero de 1990 | Bruselas, Bélgica      | Moqueta    | Emilio Sánchez | Goran Ivanišević & Balázs Taróczy | 7-5, 6-3                |